# Кокора (Румунія)
Кокора (рум. Cocora) — комуна у повіті Яломіца в Румунії. До складу комуни входить єдине село Кокора.
Комуна розташована на відстані 82 км на північний схід від Бухареста, 31 км на північний захід від Слобозії, 141 км на північний захід від Констанци, 108 км на південний захід від Галаца.

## Населення
За даними перепису населення 2002 року у комуні проживали 3764 особи.
Національний склад населення комуни:
| Національність | Кількість осіб | Відсоток |
| -------------- | -------------- | -------- |
| румуни         | 3698           | 98,2 %   |
| цигани         | 66             | 1,8 %    |

Рідною мовою назвали:
| Мова      | Кількість осіб | Відсоток |
| --------- | -------------- | -------- |
| румунська | 3710           | 98,6 %   |
| циганська | 54             | 1,4 %    |

Склад населення комуни за віросповіданням:
| Релігія        | Кількість осіб | Відсоток |
| -------------- | -------------- | -------- |
| православні    | 3752           | 99,7 %   |
| адвентисти     | 7              | 0,2 %    |
| лютерани       | 2              | 0,1 %    |
| римо-католики  | 1              | < 0,1 %  |
| греко-католики | 1              | < 0,1 %  |